# Torre de Don Fadrique (Sevilla)
La torre de Don Fadrique, es una torre militar, que se encuentra situada en el patio del convento de Santa Clara en Sevilla (Andalucía, España), dentro del área que circundaban las antiguas murallas de Sevilla, por tanto, intramuros. Su construcción fue ordenada por el infante don Fadrique, hermano de Alfonso X el Sabio e hijo de Fernando III el Santo, dentro del conjunto en el que se encontraba su residencia en Sevilla.
Actualmente, está considerada como BIC (Bien de Interés Cultural) (fue declarada Monumento histórico-artístico perteneciente al Tesoro Artístico Nacional mediante decreto de 3 de junio de 1931).

## Descripción
Se trata de un edificio de planta cuadrada de 7,75 metros de lado de estilo gótico, que cuenta con tres cuerpos y azotea almenada bajo la cual, en los ángulos, sobresalen unas pequeñas gárgolas. En su primer cuerpo realizado con sillares de piedra, se abren unas sencillas saeteras. En el segundo, construido con ladrillos, presenta unas ventanas románicas, que son bastante inusuales en esta zona de España; y en el tercero y último, también construido en ladrillo, presenta ventanales góticos.
Tanto la puerta entrada como las ventanas del segundo piso son de medio punto, mientras que las ventanas del piso superior son arcos apuntados de tracería polilobulada y columnillas, con mayores dimensiones que las de la planta inferior. El último piso cuenta en su coronación con una serie de almenas.
Sobre la puerta de entrada, se conserva una placa de la época de construcción con caracteres latinos y en latín y cuya que dice:

Esta torre es fabrica del magnífico Fadrique, podrá llamarse la mayor alabanza del arte y del artífice: a su Beatriz madre le fue grata esta prole del rey Fernando, experimentado y amigo de las leyes. Si deseas saber la era y los años, ahora mil doscientos y cincuenta y dos (1252) ya existía la torre serena y amena llena de riquezas

## Estado de conservación

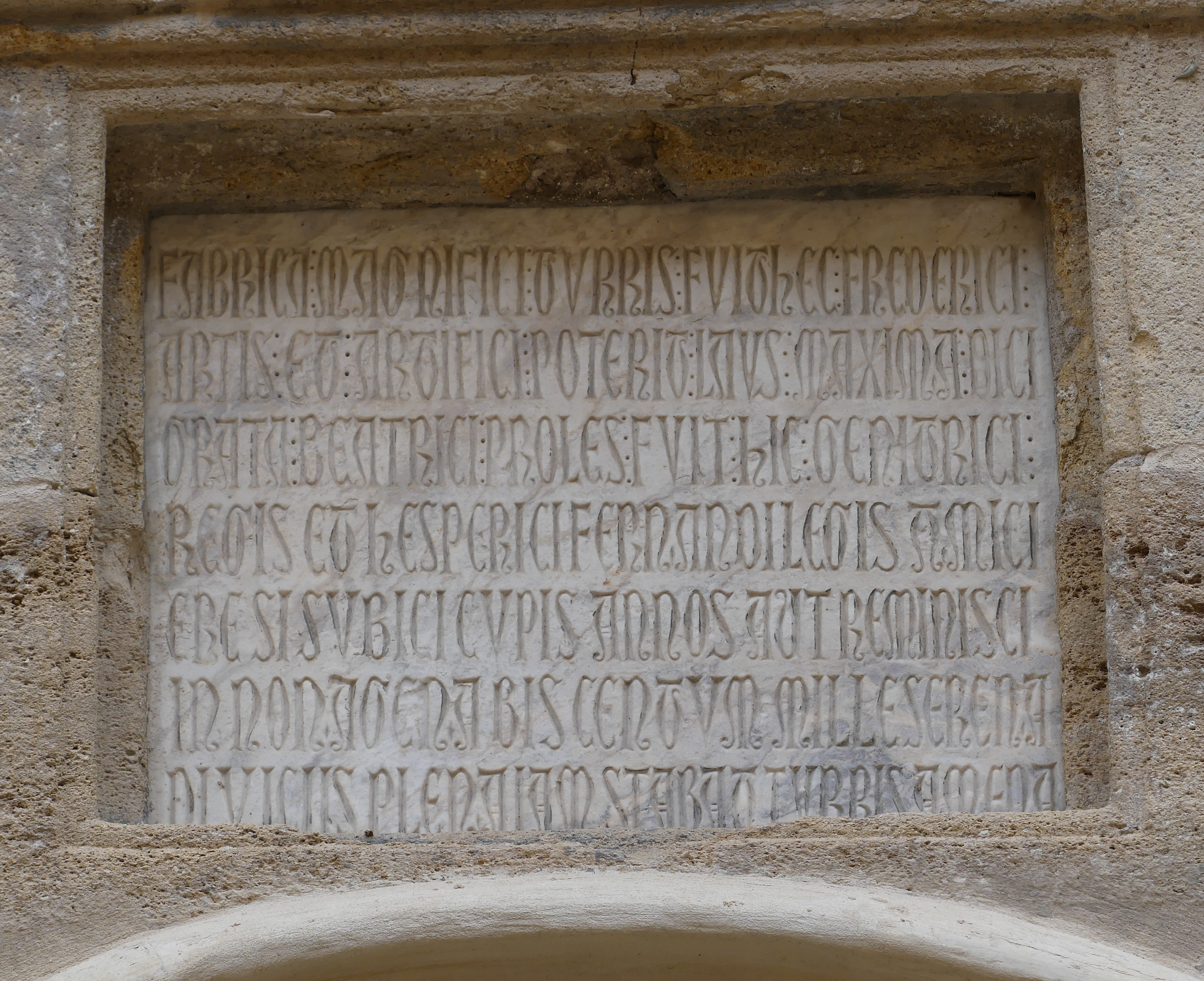
Inscripción sobre la puerta.

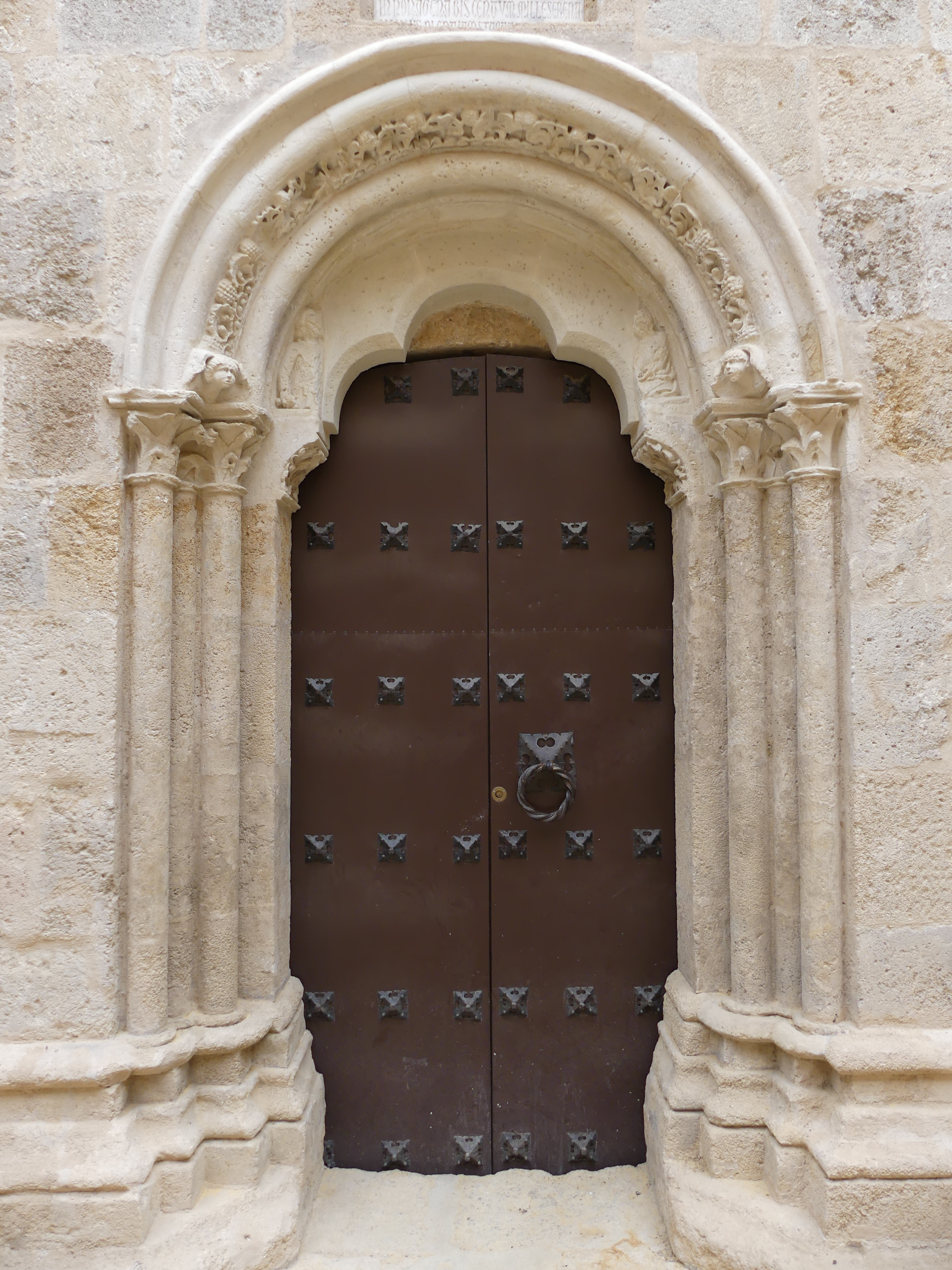
Puerta

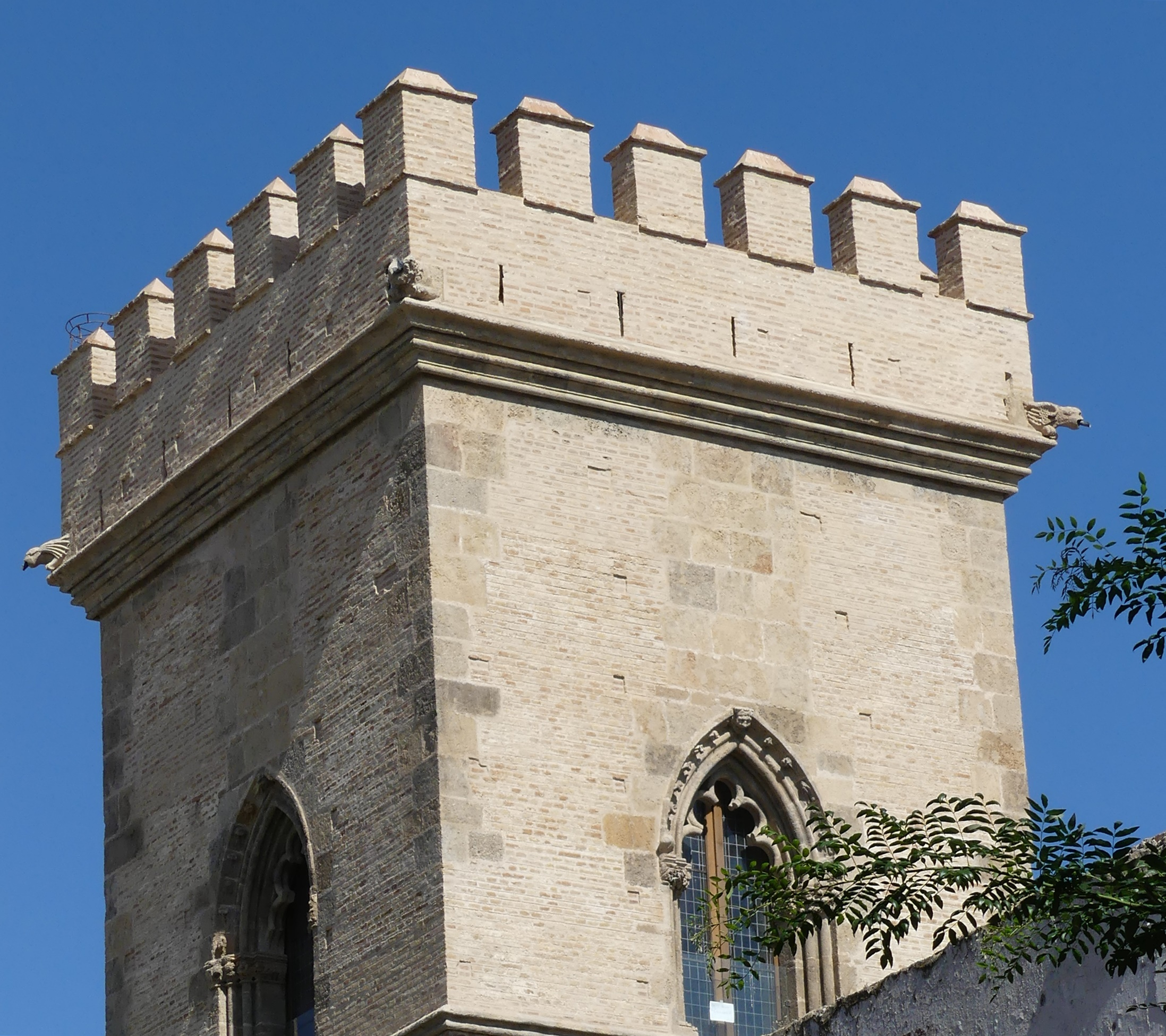
Torre de Don Fadrique vista desde la calle Becas de Sevilla.

La construcción, se encuentra en perfectas condiciones, y es propiedad del Ayuntamiento de Sevilla, encontrándose protegida por la declaración genérica del decreto de 22 de abril de 1949, y la Ley 16/1985 sobre el patrimonio histórico español. Actualmente, está considerada como BIC (Bien de Interés Cultural) (fue declarada Monumento histórico-artístico perteneciente al Tesoro Artístico Nacional mediante decreto de 3 de junio de 1931). La Junta de Andalucía la incluyó en el reconocimiento especial a los castillos de la comunidad autónoma de Andalucía.
En septiembre de 2014, se da orden, por parte del ayuntamiento, para que se acometan obras de limpieza y restauración, para añadirla a la visita del entorno, Convento de Santa Clara. Dicha restauración se dio por finalizada tras la presentación de la misma el 14 de enero de 2015.

## Leyenda
Según cuenta la leyenda, que en poco se parece a la realidad de los hechos, el rey Fernando III de Castilla, que había enviudado con casi 50 años de edad de su primera esposa Beatriz de Suabia, contrajo nuevo matrimonio con Juana de Danmartín, con la finalidad de acercarse políticamente a Francia. La diferencia de edad entre el rey y su nueva esposa, era cercana a los 30 años, pues ella tenía 17.
Poco después el rey inició la campaña para la conquista de Córdoba y Sevilla, tras lo cual, se instalaron en el Alcázar de Sevilla, Falleció el rey cuatro años después, quedando la viuda en Sevilla, sin más compañía que la de sus doncellas.
Un día visitó el Alcázar el infante Fadrique, hijo de Fernando III y Beatriz de Suabia, y por tanto hijastro de Juana aunque sus edades, eran de 27 y 25 años respectivamente. Don Fadrique que nunca había vivido en Sevilla, acudió a presentar sus respetos a doña Juana. Desde ese día, salieron juntos a cazar junto al Guadalquivir en varias ocasiones, y a pesar de las críticas, estas salidas continuaron produciéndose.
Con la llegada del invierno, la caza a la orilla del río resultaba difícil por lo que Fadrique mandó construir una torre para que la reina viuda pudiese cazar teniendo cerca un fuego aunque las explicaciones que dio a quienes le preguntaban era que dicha torre, era para la defensa de la ciudad ante posibles incursiones musulmanas. Para los que entendían de estrategia militar esta explicación no era nada convincente, ya que la torre, se encontraba en el interior de las murallas.
El rey Alfonso X para evitar las murmuraciones de la corte, decidió trasladarla a Toledo, pero la nobleza de Sevilla y el pueblo se unieron a una guerra contra los amantes, ya que era inadmisible que una reina viuda se volviera a casar ni que tuviera amores secretos.
Desde entonces, cuando la reina salía junto al infante del Alcázar para dirigirse a la torre, se cerraban todas las puertas y ventanas de las casas antes de que llegara a su altura la reina. El 24 de junio, santo de la reina, se enviaron más de 200 invitaciones desde el Alcázar, pero ni uno sólo de los invitados acudió al banquete. Fue este día cuando la reina ordenó recoger todas sus cosas y las de sus hijos para volver a Francia. 
La reina embarcó en una Falúa en el embarcadero real, y mientras surcaba el río camino al Atlántico, dirigió una última mirada con los ojos llenos de lágrimas a la torre, que durante 3 años había sido su nido de amor. Con un pañuelo hizo una señal en dirección a la Torre dónde don Fadrique le hacía una señal de adiós con la mano.
El rey Alfonso X de Castilla, hijo de Fernando III y hermano del Infante, autorizó el proceso contra éste obligado por la nobleza y el clero. Don Fadrique fue sentenciado a muerte por haber ofendido el decoro real al tener relaciones ilícitas con la viuda del rey, tras lo cual, fue ejecutado en Burgos. Desde entonces la Torre de don Fadrique no volvió a ser utilizada.

## Realidad histórica
La realidad es que el infante Don Fadrique murió por orden del rey Alfonso X, acusado de intrigar contra el soberano; como expone la documentación de la época, de manos del propio Alfonso X, "el rey mandó afogar a don Fadrique", pena generalmente usada para actos de traición, el ahogamiento en agua. La actitud del infante no fue nueva, traicionando a su hermano en varias ocasiones, solo que esta vez, en 1277, el rey no decidió perdonarle. Según M. González Jiménez, la idea del infante podría definirse como un movimiento para destronar a Alfonso X en favor de su joven hijo Sancho (posteriormente Sancho IV) y él posicionarse a modo de tutor de su sobrino, controlando así el poder.
La torre se entendería como una estructura militar, función que podría ratificarse por las continuas intrigas palaciegas contra su hermano el rey Alfonso X, y su similitud con torres militares ubicadas en Italia donde D.Fadrique residió; algunos investigadores también han apuntado a un pabellón de caza.